# Maskil (časopis)
Maskil je věstník, který vydává pražská židovská liberální kongregace Bejt Simcha (komunita progresivního či reformního judaismu) – přidružený člen Federace židovských obcí České republiky. Časopis ale není věstníkem této kongregace. Maskil vychází měsíčně za podpory Ministerstva kultury České republiky, Federace židovských obcí v České republice a  Nadačního fondu obětem holocaustu (NFOH).

## Charakter
Časopis je určen širšímu okruhu čtenářů i z řad veřejnosti, a to především českým Židům, kteří nebyli vychováváni v židovství. Slovo „maskil“ znamená v židovském kontextu osvícenec nebo vzdělanec. První číslo tohoto časopisu vyšlo v září roku 2001. Časopis má podtitul „kulturní měsíčník“, ale není zaměřen jen na kulturu a historii. Je o spolkovém životě židovské komunity v celé České republice, akcentuje i prvek vzdělávací. V časopisu je dáván prostor pro materiály z jednotlivých židovských obcí, pro diskuse o různých způsobech praktikování židovství, jakož i pro informace o fungování struktur židovských obcí.